# エーリッヒ・フォン・デニケン
エーリッヒ・フォン・デニケン（Erich von Däniken、1935年4月14日 - ）は、スイス、アールガウ州、ツォフィンゲン出身のSF作家。
代表作に『未来の記憶』がある。
フォン・デニケンは、「古代のコンタクト」("paleo-contact")と古代宇宙飛行士説を広めた主要人物のひとりである。
しかし彼の複数の本で提出されたこれらの考えは、科学者および大学人の多数派によって拒絶された。彼らは彼の作品を偽史、偽考古学および偽科学のカテゴリーに入れた。
その一方で、彼が提唱する｢古代宇宙人来訪説｣に現在も支持者が世界中に存在する事も事実である。
フォン・デニケンはのちに、考古学・宇宙飛行学・地球外知的生命体探査協会(Archaeology, Astronautics and SETI Research Association (AAS RA))の共同設立者となった。
彼は、ミステリー・パーク(Mystery Park)（いまはユングフラウ・パーク(Jungfrau Park)として知られる）という、スイス、インターラーケンにあるテーマ・パークを設計した。これは2003年5月に開業した。

## 前半生
フォン・デニケンはアールガウ、ツォフィンゲンに生まれた。
ローマカトリック教徒として育てられて、彼はスイス、フリブールの聖ミカエルカトリック学校（英語：Saint-Michel International Catholic School）に通った。
在学中に彼は教会の聖書の解釈を拒絶し、そして天文学および空飛ぶ円盤現象に対する興味を深めた。
19歳のとき、彼は窃盗罪で執行猶予4ヶ月の判決を言い渡された。
彼は退学し、そして一時、スイスの或るホテル経営者に弟子入りし、それからエジプトに移った。
1964年12月、フォン・デニケンは、ドイツ系カナダの定期刊行物『Der Nordwesten』のために『Hatten unsere Vorfahren Besuch aus dem Weltraum?』（「我々の先祖は宇宙からの来訪を受けたか」の意味）を書いた。
エジプト滞在中、彼は宝石取引に従事し、その結果、スイスへの帰還について詐欺および着服の罪で9ヶ月の有罪判決を言い渡された。
放免に続いて、フォン・デニケンは、スイス、ダボスのホテル・ローゼンヒューゲル(Hotel Rosenhügel)の支配人になり、その間、彼は『未来の記憶』（ドイツ語：『Erinnerungen an die Zukunft』意味は「未来の記憶」、英語：『Chariots of the Gods?』意味は「神々の戦車」）を書いたが、ホテルの宿泊客が下がったあと深夜に原稿を書いた。
この本の原稿はいくつかの出版者に断られた。
Econ Verlag（今はUllsteinの一部）は、この本を、或るプロの著作家によって完全に書き直された後、喜んで出版しようとしたが、その著者ウッツ・ウーターマン(Utz Utermann)はウィルヘルム・ロッガースドルフ(Wilhelm Roggersdorf)の仮名を用いた。
ウーターマンは、『フェルキッシャー・ベオバハター』の「編集者」(Schriftleiter)であり、ナチのベストセラーの著者であった。
『未来の記憶』の書き直しは、1967年前半に出版を認められたが、しかし印刷されたのは1968年3月になってからである。
すべての予想に反して、書籍は広い関心を得て、ベストセラーになった。
本の売上高の7パーセントはフォン・デニケンに支払われ、一方で3パーセントはウーターマンに支払われた。
1970年に、『デア・シュピーゲル』は、フォン・デニケンに関する誇大広告を出し、そしてそれを「Dänikitis」と呼んだ。これはMeningitis(髄膜炎)その他の病気にかけたものである。
1968年11月、フォン・デニケンは、12年間超の130000ドルのローンを組むためにホテルの記録と信用照会先を偽造したのち、詐欺罪で逮捕された。
彼はその金銭を、自分の本を研究する外国旅行に使用した。
2年後、フォン・デニケンは、「反復されそして持続された」("repeated and sustained")着服、詐欺および偽造で有罪とされ、法廷は作家は「プレイボーイ」("playboy")の生活様式を生きてきたと裁定した。
彼は、無効の嘆願を提出したが、意図は邪悪であり信用会社は彼の照会先を適切に調査することができない失敗をした、という理由で、不成功に終わった。
そして1970年2月13日に、彼は禁固3年6ヶ月の判決を受け、そしてまた罰金3000フランを課された。
彼はこの判決のうち1年間を服役したのち放免された。
彼の処女作『未来の記憶』は、彼の公判の時までに出版され、そしてその売り上げのおかげで彼は借金を返済し、そしてホテル業をやめた。
フォン・デニケンは第二作『星への帰還』（英語：『Return to the Stars』『Gods from Outer Space』）を在監中に書いた。

## 宇宙人の地球に対する影響と主張される内容
フォン・デニケンの『未来の記憶』（1968年）に始まるいくつかの書籍にわたる全般的な主張は、地球外生命体あるいは古代宇宙飛行士が地球を訪問し、初期人類文化に影響したということである。
フォン・デニケンは、エジプトのピラミッド、ストーンヘンジおよびイースター島のモアイのような構造物、およびその時期の人工遺物は、製作された時に存在していたと推測されるよりも高い技術的知識を表わす、という考えについて書いている。
彼はまた世界中の古代の芸術作品を、宇宙飛行士、地上および宇宙飛翔体、および複雑な技術の描写を含んでいるとしている。
フォン・デニケンは、宗教の起源を宇宙人とのコンタクトに対する反応として説明し、旧約聖書の解釈を供している。（英語版ウィキペディアArk of the CovenantおよびThe Spaceships of Ezekielを参照）

### 批判
1966年、フォン・デニケンが処女作を執筆中、科学者カール・セーガンおよびヨシフ・スフロフスキーは、彼らの本『Intelligent Life in the Universe』のひとつの章で、古代のコンタクトと地球外生命体の来訪の可能性について書いて、著者ロナルド・ストーリー(Ronald Story)は、自著『The Space-gods Revealed』において熟考する気になったが、この本がデニケンの複数の考えの創生であったかもしれない。
この本からの多くの考えは、デニケンの複数の本にさまざまな形で現われた。
フォン・デニケンの著作よりも前に、他の著者らが地球生命体とのコンタクトの考えを提出していた。
彼は、同様なあるいは同一の証拠を使用して同一の主張をするときでさえ、これらの著者をしかるべくあるいはまったくクレジットしていない。
フォン・デニケンの『未来の記憶』の第1版は、ロベルト・シャロー(Robert Charroux)の『One Hundred Thousand Years of Man's Unknown History』を、酷似した主張をするにもかかわらず、引証しなかったし、そして出版者Econ-Verlagは、剽窃で訴訟を提起されるのをさけるために、シャローにのちの版の文献目録に追加せざるを得なかった。

#### 論理的および事実的な誤り
デニケンの主要な論題はわれわれの祖先はダミーであるということであるが、彼のと同じくらい不注意な著作が、それほど人気があるということは、われわれの時代のだまされやすさと絶望に関するしらふなコメントである。
わたしは、ハイ・スクールやカレッジの論理コースで、ずさんな思考の実物教育において、『未来の記憶』のような著作の持続している人気を期待する。
わたしは、フォン・デニケンの著作ほど、論理的そして事実的誤りだらけである最近の本の存在を知らない。—Carl Sagan、Foreword to The Space Gods Revealed

デリーの鉄柱　チャンドラグプタ2世が建てた

##### デリーの鉄柱
『未来の記憶』のなかで、フォン・デニケンは、インドの、デリーの鉄柱を、「未知の諸起源」("unknown origins")による地球外生命体の影響の主要な例、自然力に対する推定1500年間の持続的暴露にもかかわらず錆の全くの欠如として引証した。
1974年に、インタビューで、鉄柱は実際には錆がないわけでないことや、その起源、建築方法、腐食への比較的な抵抗がわれわれは理解しているすべてであることを知らされたとき、フォン・デニケンは、自分はもはや、地球外生命体がその製作に従事していたとは信じていないと答えた。

##### タヨスの洞窟(Cueva de los Tayos)
『The Gold of the Gods』のなかで、フォン・デニケンは、ファン・モーリッツ(Juan Moricz)という地元の男に案内された、自分が引き受けたタヨスの洞窟、エクアドルの自然な洞窟システム、の中の複数の人工のトンネル探検を記述している。
彼は、大量の金（きん）、奇妙な像、金属のタブレットを含む図書室を見たと報告したが、彼はこれらすべてを古代の地球外生命体の来訪の証拠であると考えた。
地元の聖職者クレスピ神父(Father Crespi)は、ヴァチカンの特別な許可を得て、金（きん）の地球外生命体の遺物を管理した。
モーリッツは、『Der Spiegel』に、探検は無かったと語った。
フォン・デニケンの描写は、「長い会話」("a long conversation")から来て、そして本の中の写真は「いじくられて」("fiddled")いた。
1974年のインタビューで、フォン・デニケンは、自分はトンネルの中で図書室と人工遺物(artifacts)を本当に見たと断言したが、しかし彼は、話をいっそう興味深くするために話のいくつかの相を美しくしていた。
「ドイツでわれわれは、作家は、純粋科学を書いているのでなければ、「ドラマツルギー効果」(dramaturgische Effekte)を用いることが許されていると言う」("In German we say a writer, if he is not writing pure science, is allowed to use some dramaturgische Effekte — some theatrical effects,")と彼は言った。
「そしてそれが、わたしのしたことである」
 
4年後、彼は、自分はタヨスの洞窟の中に居たことはなく、そして洞窟冒険全体を捏造したことを認めた。
『Der Spiegel』に相談した或る考古学者によれば、クレスピ神父の金（きん）の人工遺物は大部分が地元で旅行者土産として売られる真鍮の模造品であった。

##### 「ジャーンの書」と「トゥリ・パピルス」("Tulli Papyrus")
サミュエル・ローゼンバーグ(Samuel Rosenberg)は、フォン・デニケンによって言及された「ジャーンの書」は「ブラヴァツキー夫人によって捏造された巨大なでっちあげに二重焼き付けされた偽造物」("a fabrication superimposed on a gigantic hoax concocted by Madame Blavatsky.")であると言った。
彼はまた、フォン・デニケンの本のひとつで彼によって言及された「トゥリ・パピルス」は、十中八九、エゼキエル書からパクられ(cribbed)ていて、そしてノリ(Nolli)を、（駐ローマ米国大使の科学随行員(Scientific Attache at the U.S. embassy in Rome)ウォルター・ランバーグ(Walter Ramberg)を通じて）当時ヴァチカン博物館エジプト部門のディレクターの「トゥリはだまされていてパピルスは偽物ではないかと疑っている」("suspect[ing] that Tulli was taken in and that the papyrus is a fake.")として引用された。
ニュー・ヨーク・タイムズのリチャード R. リンガーマン(Richard R. Lingerman)によれば、フォン・デニケンが、これらの言及をUFOの複数の本から入手したということはありそうである。

##### ナスカの地上絵
フォン・デニケンは、『未来の記憶』のなかでナスカの地上絵を公衆的に目立たせ、地上絵は地球外生命体からの指示でその宇宙船の飛行場として作られたのではないかと提案した。
1998年の本『神々の帰還』（英語：『 Arrival of The Gods』）において、彼はこれらの絵のいくつかは地球外生命体を描いていると新たに記した。
この考えはフォン・デニケンから発生したのではない。
これは、上空から絵を最初に見た人々が火星の「運河」と比較して冗談を言ったのちに始まり、
そしてすでに他の人々によって公表されていた。
『未来の記憶』のなかのナスカの地上絵のいく点かの写真の記述は、重大な不正確さを含んでいる。
たとえば、現代の空港の標識を実証すると見せかけている1点は、実際は鳥の身体のうちのひとつの膝関節であったし、そして寸法は全く小さかった。
フォン・デニケンは、これは第1版における「誤り」("error")であると言ったが、しかしのちの複数の版において訂正されていない。
考古学者間のコンセンサスは、ナスカの地上絵はコロンブス以前の文明によって文化的な目的のために作られたということである。
しかしながら、デニケンのような周辺的な説を論破する考古学者らの努力は、極微であった。
シルヴァーマンとプルー(Proulx)は、考古学者らの沈黙が、ペルー国民のみならず、職業に損害を与えていると言っている。
フォン・デニケンの複数の本があまりに多くの旅行者を引き付けたので、研究者マリア・ライヘはナスカの地上絵を保存するために自身の多くの時間と金銭を費やさなければならなかったほどである。

##### ピーリー・レイースの地図
フォン・デニケンは、『未来の記憶』のなかで、ピーリー・レイースの地図の或る版が氷の中に埋もれていた、そしてなお埋もれている、現代の装置を用いて初めて地図で表わされる、南極の山岳を描いていると書いた。
彼の説は、チャールズ・ハップグッド(Charles Hapgood)による『Maps of the Ancient Sea Kings』という本に依存している。
A. D. クラウン(A. D. Crown)は、『Some Trust in Chariots』において、どのようにこれがまったく間違っているか説明している。
フォン・デニケンの本の中の地図は、赤道の南5度にしか及ばず、ブラジルのサン・ロケ岬で終わるから、これはそれが南極大陸まで及んでいないということを意味する。
フォン・デニケンはまた、地図が、カイロ上空を飛行する宇宙船から眺められた眺めでなければ起こらないであろういくつかのゆがみを示すと言ったが、しかし実際はそれは上空からの眺めで目に見えるゆがみを引き起こすほどに南へ及んではいない。
フォン・デニケンはまた、或る神が聖職者に地図を与えたという伝説の存在を主張し、その神は地球外的存在であると主張している。
しかしピーリー・レイースは、自分は、より古い複数の地図を利用してこの地図を作ったと言ったし、そしてこの地図は当時の地図製作上の知識と両立している。
また、この地図は、多くの誤りと脱落を含んでいるから、フォン・デニケンによって主張されるほどには「絶対に正確」("absolutely accurate")ではない。
フォン・デニケンが1998年の本『Odyssey of the Gods』でふたたび地図を範囲に入れたとき訂正しなかったという事実。
他の著者らがすでにこれと同じ考えを公表していた、これをフォン・デニケンが1974年の『プレイボーイ』誌のインタビューで初めて知ったという事実。

##### クフのピラミッド
エーリッヒ・フォン・デニケンは、1968年の書籍『未来の記憶』で、ギザの大ピラミッドに関する多くの考えを提出し、
古代エジプト人は実際はピラミッドを建てたたいへん進歩した道具を持っていなかった、労働者の証拠が無い、そしてエジプト人がその正確な位置にピラミッドを建築するには地球とその地理学に関するあまりに「詳し」('intimate')すぎる知識があると言った。
しかしながら、建築の技術はじゅうぶん理解されているし、エジプト人が使用した道具は知られているし、それらの道具によって採石場に残された跡はなおも目に見えるし、そして道具の多くの例は博物館に保存されている。
フォン・デニケンは、必要なブロックを切り、それを建築場所にひっぱるならばエジプト人はあまりに長くかかったであろうと主張している。
しかしノヴァ(Nova)のドキュメンタリーは、どれくらいすばやく石のブロックは入手し得る道具で切ることができるかを実演し、そして移動で使用されたローラーの例を示している。
フォン・デニケンはまた、彼らの道具には多くの問題があると言ったし、そして彼によれば、エジプト人は先史が無いので、たとえ大ピラミッドの前にエジプトに建てられたピラミッドがあるとしても、彼らはとてもこれらの大きなピラミッドを建築することができたはずがない。
フォン・デニケンは、先史が無いと信じたので、彼は、どのようにして、いつ、あるいは、なぜこれらのピラミッドが建てられたかについて全く知らないと提案した。
フォン・デニケンはまた、エジプト人は最初から完全なピラミッドを建てたと主張しているが、しかし無数のピラミッド先駆者が生き残り、エジプトの建築者によって犯され訂正された誤りを示し、それらは技術を完全にしている。
これらには、単なるマスタバ、ジェゼル王のピラミッド、そしていわゆる屈折ピラミッドも含まれている。
のみならず、書籍において彼はまた、エジプトの働き手の証拠が無いから彼らは外からの助力を得なければならなかったと言っている。
しかしながら、考古学者らは、働き手がそのなかに住んだであろう建築の証拠を見つけている。
のみならず、そのうえ働き手が居住地域に持っていた製パン所、下水道システムもまた、ある。
また、そのうえ働き手が葬られた墓があり、そして骸骨のうちいくつかは治療されていたのが判っていたし、これが働き手が十分に世話されていたことを証明する助けになっている。
これのために、彼らは十中八九、エジプト人であった、もしそうででなければ彼らはネーティヴなエジプト人でなかったとしても同じように十分に世話されていなかったかもしれない。
フォン・デニケンは、クフのピラミッドの高さの1000000倍が太陽までの距離であると主張している。
しかし実際は計算では、わずか91000マイルという数字が出た。
それのみならず、彼は、大ピラミッドは複数の大陸を分ける中央線上に在ると、また、エジプト人は、宇宙人だけが与え得る進歩した技術なしではエッジを真の北と一線にすることはできなかったと述べている。
しかしながらエジプトの建築者らは、星の観測で北を知る簡単な方法を知っていた。
古代エジプトの天文学者らは、そしてもしかしたら農夫も、多くの時間を費やして星々を研究したが、これは、どれだけ時間が経ったかを彼らが知る助けになったからで、彼らはそれを知る必要があったので、彼らは食糧を得るためにいつ穀物を植え始めるべきかを知った。
現代のエジプト学者らは、メルケト(merkhet)という物の、人工遺物とその線画を見つけているが、
そのおかげで古代エジプト人はどの方位が北であるかを決めることができた。
彼らは、ただ北極星のみにもとづいて算出し、そして他の星々がメルケトと一線になるときその位置をつきとめもした。
実際、フォン・デニケンは、書籍の中で、エジプト人が多くの時間を費やして星々を研究したことに注目したのだ。
古代エジプト人は、信じられないことに、時間の経過に気づいていたが、これは彼らが星を研究する方法を知っていたからであり、それだから彼らは、星と時間との関係を理解する助けになるフォン・デニケンの古代の宇宙飛行士のような外部の力を必要としなかったであろう。

##### パレンケのサルコファガス
フォン・デニケンは、パレンケのサルコファガス(Sarcophagus of Palenque)は、ロケットを動力源とする宇宙船内で腰掛けて、宇宙服を着ている宇宙飛行士を描いていると主張した。
しかしながら、考古学者らは、この人物に特別なものを見ていないし、これは、他のマヤの線画(drawings)に見ることができるマヤのシンボルに取り巻かれた、伝統的なマヤのヘアスタイルと宝石類を身につけている、亡きマヤの君主である。
右手は何かロケットのコントロールを操作しているのでなく、ただ伝統的なマヤのジェスチャーをしているだけで、蓋の複数の横の残りの人物らもまたジェスチャーをしていて、そして何も持っていない。
ロケットの形は、実際は、底で頭をつないでいる2匹のヘビであり、ロケットの「炎」("flames")はヘビのあごひげである。
人物の下のロケットのモーターは、怪物の顔、下界(underworld)のシンボルである。

##### ペルーの石(Peruvian stones)
フォン・デニケンは、ペルーの古代の石の写真を提出したが、それには、望遠鏡を使っている男ら、詳しい世界地図、進化した医療手術の彫刻があり、すべてが古代ペルー人の知識を超えている。
しかしPBSテレビジョンのシリーズ『Nova』は、これらの石は現代のもので、これらを作った陶工のいどころを突き止めた。
この陶工は毎日、石を作り、そしてそれを旅行者に売っている。
フォン・デニケンは、その陶工を訪れ、そしてみずから石を調べたが、しかし彼は本の中でこれに言及しなかった。
彼は、陶工が自分がそれらの石を作ったと言ったとき自分は彼の言葉を信じなかったと言っている。
フォン・デニケンは、博物館を所有する地元の外科医ドクター・カブレラ(Doctor Cabrera)に訊ね、するとカブレラは、陶工の主張は虚偽でありそれらの石は古代の物である、と語ったと言っている。
しかし陶工は、カブレラは博物館に石を提供したことに対して彼に感謝したと証言した。
フォン・デニケンは、博物館の石は、陶工が作った石とはたいへん異なっていると主張したが、しかしNovaのレポーターらは、1個の石の製作を監督し、これは博物館のそれらと酷似していることを確認した。

##### ヨーロッパ民族中心主義
ケネス・フェダー(Kenneth Feder)は、フォン・デニケンを、ヨーロッパ民族中心主義だと非難した、
一方で、ジョン・フレンリー(John Flenley)とポール・バーン(Paul Bahn)は、つぎのように提案した、すなわち彼の、イースター島の像の解釈のような見解は、「われわれの祖先の真の達成を無視し、人種主義における究極を成す:
それらは、人類全体の、諸能力および考案の才を卑小化する」("ignore the real achievements of our ancestors and constitute the ultimate in racism:they belittle the abilities and ingenuity of the human species as a whole.")

##### その他の批判
ロナルド・ストーリー(Ronald Story)は、フォン・デニケンの『未来の記憶』で提示された証拠に応じて書いた『The Space Gods Revealed: A Close Look At The Theories of Erich Von Däniken』（1976年）を刊行した。
これは、「フォン・デニケンの諸説に対する待望の首尾一貫した論破」("a coherent and much-needed refutation of von Däniken's theories")とレビューされた。
考古学者クリフォード・ウィルソン(Clifford Wilson)は、同様にフォン・デニケンの正体をすっぱぬく2冊の書籍、『Crash Go the Chariots』（1972年）および『The Chariots Still Crash』（1975年）を書いた。
『Skeptic Magazine』の2004年の記事によれば、フォン・デニケンは本のコンセプトの多くを『The Morning of the Magicians』から取り、その本が今度はクトゥルフ神話に強く影響され、そして古代宇宙飛行士説の核心はラヴクラフトの複数のショート・ストーリー、1926年に書かれた「"The Call of Cthulhu"」と1931年に書かれた「At the Mountains of Madness」に起源している。

##### 批判に対する反応
2001年のドキュメンタリーで、フォン・デニケンは、自分は科学的コミュニティーに対して自分のアーカイヴの項目のどれでも宇宙人起源であると決定的に証明することはできないけれども、自分は、「今日の科学」("today's science")は、「時間がまったく正しくない」("the time is simply not right")から、こういう証拠を認めようとしないと感じると言った。
彼は、「素晴らしい新世界」("wonderful new world")のために人類に「準備させる」("prepare")ことが必要な第一であると主張した。
ある点で、フォン・デニケンは、聴衆の前で、自分のもっと若い頃は、自分はさすがに調査において厳格ではなかったと言った。
彼がこのように言ったドキュメンタリーは、ときどき、H2チャンネルで視聴することができる。

## 人気
フォン・デニケンによれば、彼の一連の書籍は、32の言語に翻訳され、そしてあわせて6300万部を超える売上を記録した。
スイス、インターラーケンの近くに在るユングフラウ・パークは、2003年にミステリー・パークとして開業した。フォン・デニケンによって設計され、これは世界のいくつかの大きな「ミステリー」("mysteries")を探検する。
リドリー・スコットは、自分の映画『プロメテウス』は、初期の人類文明に関するフォン・デニケンの考えのいくつかと関係があると言った。
ローランド・エメリッヒの映画『2012』2枚組DVDのレビューで、ディーン・デヴリン(Dean Devlin)は、「著者エーリッヒ・フォン・デニケンが、見つけた地球への来訪の証拠を論じる」『"Is There a Stargate?"』特集に言及した。
フォン・デニケンは、ヒストリー・チャンネルとH2ショー『Ancient Aliens』のときどきのプレゼンターであって、そこでは彼はそれぞれのエピソードに適した自説の諸相について語っている。
フォン・デニケンは、スイス作家協会(Swiss Writers Association)、ドイツ作家協会(German Writers Association)および国際ペンクラブの一員である。
彼は、ボリビア大学(La Universidad Boliviana)より名誉学位(honorary doctorate)を授けられた。
彼は、ペルーのイカおよびナスカ両市からHuesped Illustre賞を受賞した。
ブラジルで彼は、Lourenco Filho賞(Lourenco Filho award)の金とプラチナを受賞し、そしてドイツで、彼は（ドイツの宇宙飛行士ウルフ・メルボルト(Ulf Merbold)とともに）Order of Cordon Bleu du Saint Espritを受賞した。
2004年、彼は、エクスプローラーズ・フェスティヴァル賞(Explorers Festival prize)を受賞した。英語版

## 書籍

### 英語
- Chariots of the Gods? (Souvenir Press Ltd, 1969)
- Return to the Stars (Souvenir Press Ltd, 1970) ISBN 0-285-50298-0
- Gods from Outer Space (Bantam,1972; 『 Return to the Stars』を再販・改題)
- Erich von Däniken Michael Heron訳 (1973) (英語). The Gold of the Gods (1 ed.). London: Souvenir Press. ISBN 0285620878. Published simultaneously in Canada by J. M. Dent & Sons, Ontario (Canada)
- Miracles of the Gods: A Hard Look at the Supernatural (Souvenir Press Ltd, 1975) ISBN 0-285-62174-2
- In Search of Ancient Gods: My Pictorial Evidence for the Impossible (Corgi books, 1976) ISBN 0-552-10073-0
- According to the Evidence (Souvenir Press, 1977) ISBN 0-285-62301-X
- Signs of the Gods (Corgi books, 1980) ISBN 0-552-11716-1
- The Stones of Kiribati: Pathways to the Gods (Corgi books, 1982) ISBN 0-552-12183-5
- The Gods and their Grand Design: The Eighth Wonder of the World (Souvenir Press, 1984) ISBN 0-285-62630-2
- The Eyes of the Sphinx: The Newest Evidence of Extraterrestrial Contact (Berkley Publishing Corporation, 1996) ISBN 978-0-425-15130-3
- The Return of the Gods: Evidence of Extraterrestrial Visitations (Element, 1998) ISBN 1-86204-253-5
- Arrival of the Gods: Revealing the Alien Landing Sites of Nazca (Element, 1998) ISBN 1-86204-353-1
- The Gods Were Astronauts: Evidence of the True Identities of the Old "Gods" (Vega books, 2001) ISBN 1-84333-625-1
- Odyssey of the Gods: An Alien History of Ancient Greece (Vega books, 2002) ISBN 978-1-84333-558-0
- History Is Wrong (New Page books, 2009) ISBN 978-1-60163-086-5
- Evidence of the Gods (New Page books, 2010) ISBN 978-1-60163-247-0
- Twilight of the Gods: The Mayan Calendar and the Return of the Extraterrestrials (New Page books, 2010) ISBN 978-1-60163-141-1
- Tomy and the Planet of Lies (Tantor eBooks, 2012) ISBN 0988349434
- Remnants of the Gods: A Visual Tour of Alien Influence in Egypt, Spain, France, Turkey, and Italy (New Page Books, 2013) ISBN 1601632835
- The Gods Never Left Us (New Page Books, 2018) ISBN 163265119X

### ドイツ語
- Erinnerungen an die Zukunft (1968)
- Zurück zu den Sternen: Argumente für das Unmögliche (1969) ISBN 978-3404602759
- Erich von Däniken (1972) (ドイツ語). Aussaat und Kosmos. Spuren und Pläne außerirdischer Intelligenzen (1 ed.). Düsseldorf: Econ-Verlag
- Strategie der Götter: Das Achte Weltwunder (1982) ISBN 3-430-11979-0
- Der Tag an dem die Götter kamen (1984) ISBN 3-442-08478-4
- Habe ich mich geirrt? (1985) ISBN 3-570-03059-8
- Wir alle sind Kinder der Götter (1987) C. Bertelsmann, ISBN 3-570-03060-1
- Die Augen der Sphinx (1989) C. Bertelsmann, ISBN 3-570-04390-8
- Die Spuren der Ausserirdischen (1990) (Bildband) ISBN 3-570-09419-7
- Die Steinzeit war ganz anders (1991) ISBN 3-570-03618-9
- Ausserirdische in Ägypten (1991)
- Erinnerungen an die Zukunft (1992) (Reissue with new foreword)
- Der Götter-Schock (1992) ISBN 3-570-04500-5
- Raumfahrt im Altertum (1993) ISBN 3-570-12023-6
- Auf den Spuren der Allmächtigen (1993) C. Bertelsmann, ISBN 3-570-01726-5
- Botschaften und Zeichen aus dem Universum (1994) C. Bertelsmann, ISBN 3-442-12688-6
- Im Name von Zeus (2001) C. Bertelsmann, ISBN 86-331-2372-X
- Götterdämmerung (2009) KOPP Verlag 978-3942016049
- Grüße aus der Steinzeit: Wer nicht glauben will, soll sehen! (2010)
- Was ist falsch im Maya-Land?: Versteckte Technologien in Tempeln und Skulpturen (2011)
- Was ich jahrzehntelang verschwiegen habe (2015) ISBN 978-3864452383

### 日本語
- 未来の記憶 : 超自然への挑戦　エーリッヒ・フォン・デニケン著　松谷健二訳　早川書房 1969年 (ハヤカワ・ライブラリ)
- 星への帰還 : 地球人はいかにして生じたか　エーリッヒ・V.デニケン著　金森誠也訳　角川書店 1971年 (角川文庫)
- 未来の記憶　エーリッヒ・V.デニケン著　松谷健二訳　角川書店 1974年 (角川文庫)
- 宇宙人の謎 : 人類を創った神々　エーリッヒ・V.デニケン著　金森誠也訳　角川書店 1974年 (角川文庫)
- 未来の記憶　エーリッヒ・フォン・デニケン著　松谷健二訳 角川書店 1975年 (角川文庫)
- 奇蹟 : 世界を震撼させる奇現象　エーリッヒ・V.デニケン著　松谷健二訳 角川書店 1975年 (角川文庫)
- 太古の宇宙人 : 太古に地球を訪れた宇宙人　エーリッヒ・フォン・デニケン著　松谷健二訳 角川書店 1976年
- 宇宙人の謎 : 人類を創った神々　エーリッヒ・フォン・デニケン著　金森誠也訳 角川書店 1978年 (角川文庫)
- 人類が神になる日 : デニケンの宇宙文化人類学　エーリッヒ・フォン・デニケン著　坂本明美訳 佑学社 1986年
- デニケンの宇宙人伝説　エーリッヒ・フォン・デニケン著　青木栄一訳 二見書房 1987年 (サラ・ブックス)
- デニケンの超古代史紀行 : はるかなる神々の遺産　エーリッヒ・フォン・デニケン著　堀口典子訳 朝日新聞社 1995年
- 星への帰還　エーリッヒ・フォン・デニケン著　金森誠也訳 角川書店 1997年
- 人類を創った神々　エーリッヒ・フォン・デニケン著　金森誠也訳 角川書店 1997年
- 未来の記憶　エーリッヒ・フォン・デニケン著　松谷健二訳 角川書店 1997年
- 人類が神になる日 : デニケンの宇宙文化人類学　エーリッヒ・フォン・デニケン著　坂本明美訳 アリアドネ企画 1997年 (Ariadne cosmic)
- スフィンクスの眼　エーリッヒ・フォン・デーニケン著　井上正訳　遊演体, 新紀元社編集部 編・監修 新紀元社 1997年
- 神々の帰還　エーリッヒ・フォン・デニケン著　南山宏訳 廣済堂出版 1999年
- 神々の大いなる秘密 : 宇宙考古学が解き明かす異星人の足跡　エーリッヒ・フォン・デニケン著　寺戸衛好訳 三交社 2004年

## 映画
- Ferry Radax: Mit Erich von Däniken in Peru (With Erich von Däniken in Peru, 1982). ドキュメンタリー。
- Daniken: a video song directed by Samik Roy Choudhury, sung by Rupam Islam of West Bengal, India

## 関連書籍
- Peter Krassa, Disciple of the Gods: A biography of Erich von Däniken (W. H. Allen & Unwin, 1976). ISBN 0-352-30262-3
- Mauz, Gerhard von (July 1970), “Wie es unser Explorand sehr schön zeigt” (German), Der Spiegel